# Canthigaster cyanetron
Canthigaster cyanetron е вид лъчеперка от семейство Tetraodontidae. Видът е застрашен от изчезване.

## Разпространение и местообитание
Разпространен е в Чили (Великденски остров).
Среща се на дълбочина от 12 до 40 m.